# Liste der denkmalgeschützten Objekte in Eggendorf (Niederösterreich)
Die Liste der denkmalgeschützten Objekte in Eggendorf enthält die 7 denkmalgeschützten unbeweglichen Objekte der Gemeinde Eggendorf im niederösterreichischen Bezirk Wiener Neustadt-Land.

## Denkmäler
| Foto |                 | Denkmal                                                                | Standort                                             | Beschreibung | Metadaten |
| ---- | --------------- | ---------------------------------------------------------------------- | ---------------------------------------------------- | --- | --- |
| ja   | Datei hochladen | Bildstock HERIS-ID: 70446 Objekt-ID: 83562                             | Am Stampf Standort KG: Obereggendorf                 | Der schlichte Tabernakelbildstock stammt aus dem 17. Jahrhundert. | BDA-Hist.: Q38125120 Status: § 2a Stand der BDA-Liste: 2025-06-30 Name: Bildstock GstNr.: 955                                                                          |
| ja   | Datei hochladen | Figurenbildstock hl. Johannes Nepomuk HERIS-ID: 30646 Objekt-ID: 27399 | gegenüber Hauptstraße 185 Standort KG: Obereggendorf | Die an der Nordseite der Kreuzkapelle aufgestellte barocke Figur des hl. Johannes von Nepomuk stammt aus dem Jahr 1738. | BDA-Hist.: Q37936553 Status: § 2a Stand der BDA-Liste: 2025-06-30 Name: Figurenbildstock hl. Johannes Nepomuk GstNr.: .92 Nepomukstatue (Eggendorf)                    |
| ja   | Datei hochladen | Wiener Neustädter Kanal HERIS-ID: 100952 Objekt-ID: 117234             | Standort KG: Obereggendorf                           | Der Wiener Neustädter Kanal wurde 1803 in Betrieb genommen und bis auf 63 km erweitert. Ursprünglich war er bis Triest geplant. Teile der Trasse wurden später zu Bahnstrecken umgewandelt, so dass der Warenverkehr ab 1879 stark zurückging. | BDA-Hist.: Q64485515 Status: Bescheid Stand der BDA-Liste: 2025-06-30 Name: Wiener Neustädter Kanal GstNr.: 836/1, 836/2, 837/1, 838, 839, 868/19, 932/1, 932/2, 837/2 |
| ja   | Datei hochladen | Bildstock HERIS-ID: 30897 Objekt-ID: 27742                             | gegenüber Bahngasse 1 Standort KG: Untereggendorf    | Der mit starkem Profilgesims und einem Kreuzaufsatz gestaltete Bildstock ist mit 1747 datiert. | BDA-Hist.: Q37938698 Status: § 2a Stand der BDA-Liste: 2025-06-30 Name: Bildstock GstNr.: 1907                                                                         |
| ja   | Datei hochladen | Figurenbildstock hl. Johannes Nepomuk HERIS-ID: 30647 Objekt-ID: 27400 | Kirchengasse 1 Standort KG: Untereggendorf           | Die Statue des heiligen Johannes Nepomuk stammt aus der Mitte des 18. Jahrhunderts. | BDA-Hist.: Q37936589 Status: § 2a Stand der BDA-Liste: 2025-06-30 Name: Figurenbildstock hl. Johannes Nepomuk GstNr.: 17/2                                             |
| ja   | Datei hochladen | Kath. Pfarrkirche hll. Peter und Paul HERIS-ID: 29936 Objekt-ID: 26615 | bei Kirchengasse 3 Standort KG: Untereggendorf       | Im Kern romanische Chorturmkirche, im Westen barocke Blendfassade vorgelegt, quadratischer Chorturm, Ende des 14. Jahrhunderts Pfarre von der Mutterkirche St. Ulrich in Wiener Neustadt abgetrennt, 1532 verwaist, 1686 der Pfarre Lichtenwörth inkorporiert, 1605 Brand, 1608 durch Kardinal Melchior Khlesl wiedererrichtet, 1712 wieder eigenständige Pfarre. | BDA-Hist.: Q22691731 Status: § 2a Stand der BDA-Liste: 2025-06-30 Name: Kath. Pfarrkirche hll. Peter und Paul GstNr.: 17/2 Pfarrkirche Eggendorf, Lower Austria        |
| ja   | Datei hochladen | Wiener Neustädter Kanal HERIS-ID: 100959 Objekt-ID: 117241             | Waldgasse Standort KG: Untereggendorf                | Der Wiener Neustädter Kanal wurde 1803 in Betrieb genommen und bis auf 63 km erweitert. Ursprünglich war er bis Triest geplant. Teile der Trasse wurden später zu Bahnstrecken umgewandelt, so dass der Warenverkehr ab 1879 stark zurückging. Die Bogenbrücke aus Quadermauerwerk entstand Ende des 18./Anfang des 19. Jahrhunderts.                             | BDA-Hist.: Q64485518 Status: Bescheid Stand der BDA-Liste: 2025-06-30 Name: Wiener Neustädter Kanal GstNr.: 1350/1, 1351, 1352, 1353, 1417                             |